# Pseudohydromys patriciae
Pseudohydromys patriciae  (Helgen & Helgen, 2009) è un roditore della famiglia dei Muridi endemico della Nuova Guinea.

## Descrizione

### Dimensioni
Roditore di piccole dimensioni, con la lunghezza della testa e del corpo tra 99 e 100 mm, la lunghezza della coda tra 85 e 86 mm, la lunghezza del piede tra 20 e 21 mm, la lunghezza delle orecchie tra 11,6 e 12 mm e un peso fino a 24 g.

### Aspetto
Le parti superiori sono grigio-brunastro chiaro, mentre le parti ventrali hanno una tonalità brunastra chiara ed una macchia biancastra che attraversa la parte mediana della gola fino al ventre. Le vibrisse sono corte. Gli occhi sono piccoli. Le parti dorsali delle zampe sono chiare e ricoperte di piccoli peli argentati. La coda è più corta della testa e del corpo, uniformemente chiara. Sono presenti 13 anelli di scaglie per centimetro. Le femmine hanno un solo paio di mammelle inguinali. Gli artigli sono bianchi.

## Biologia

### Comportamento
È una specie terricola.

## Distribuzione e habitat
Questa specie è conosciuta soltanto da due individui catturati vicino al Lago Habbema, nella parte occidentale della cordigliera centrale della Nuova Guinea.
Vive nelle foreste muschiose montane a 2.800 metri di altitudine.

## Conservazione
essendo stata scoperta solo recentemente, non è stata sottoposta ancora a nessun criterio di conservazione.